# Congres van Ljoebetsj

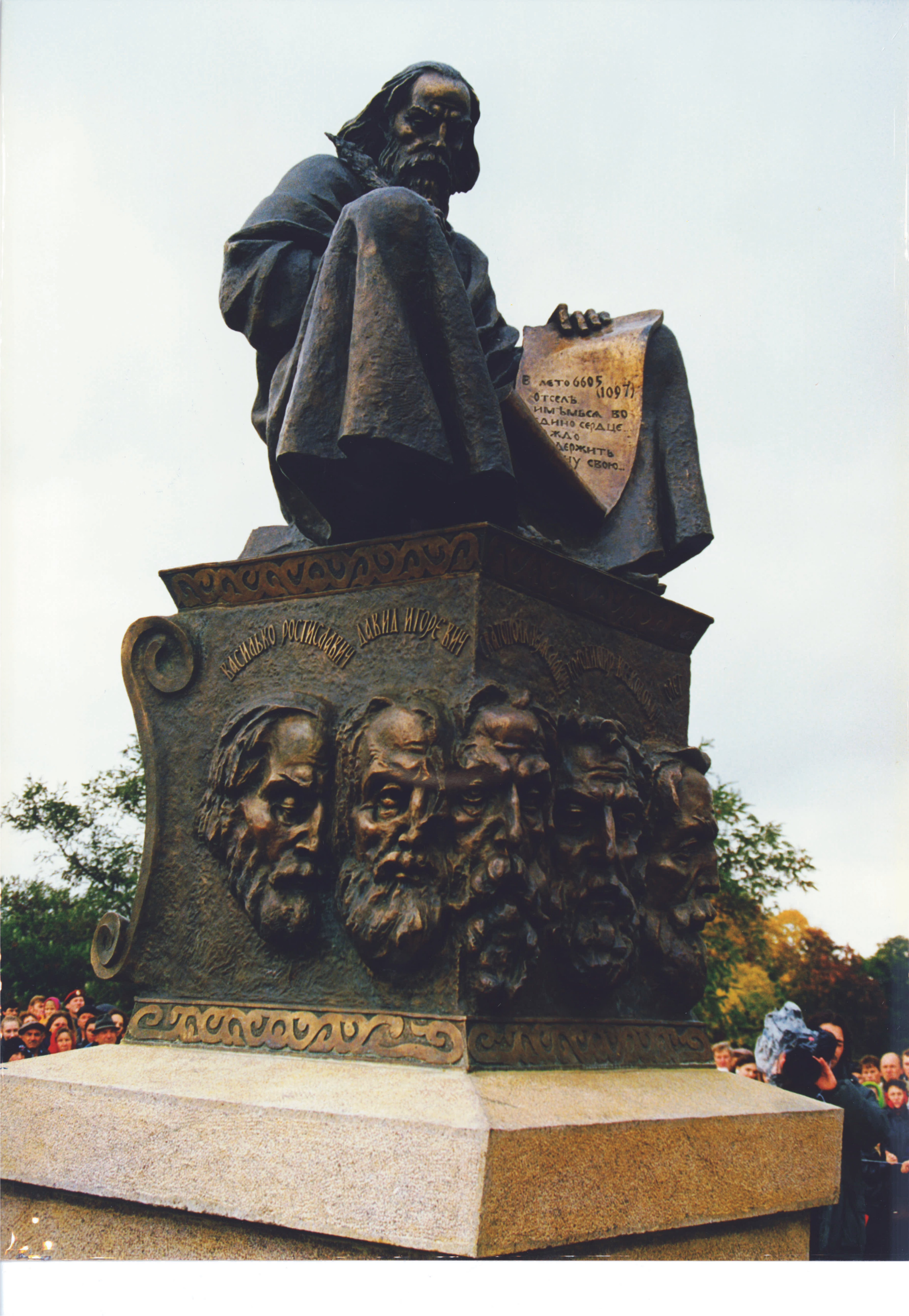
monument in Kiev voor het congres van Ljoebetsj (Gennadi Jersjov)

Het congres van Ljoebetsj in 1097 was een congres van Russische prinsen, gehouden in de stad Ljoebetsj aan de Dnjepr met als doel overeenstemming te bereiken over het beëindigen van de onderlinge vetes over erfenissen en zich te verenigen tegen de Koemanen die Rusland verwoestten. De directe aanleiding voor het congres was de noodzaak om vrede te sluiten met Oleg Svjatoslavitsj, tegen wie Svjatopolk Izjaslavitsj en Vladimir Vsevolodovitsj Monomach sinds 1094 hadden gevochten. 

## Aanleiding
Vladimir Monomach, die tijdens het leven van zijn vader diens rechterhand was in Tsjernigov, nam in 1093 deel aan de Slag aan de Stoegna tegen de Koemanen, die vernietigend was voor de Russen. Het daaropvolgende jaar verdreef Oleg Svjatoslavitsj, met de steun van de Koemanen, Vladimir uit Tsjernigov. Svjatopolk Izjaslavitsj van Kiev kwam Vladimir te hulp, maar de Koemanen vielen daarop de zuidelijke grenzen van het Russische land aan. In 1096-1097 vochten Mstislav Vladimirovitsj met de Novgorodianen en Vjatsjeslav Vladimirovitsj met de Koemanen tegen Oleg over Moerom, Rjazan, Soezdal en Rostov, waarbij ze hem versloegen aan de Koloksja. Mstislav, als peetzoon van Oleg, verzocht zijn vader hem het Russische land niet te ontnemen en riep op vrede te sluiten.

## Congres
Volgens de Nestorkroniek waren zes prinsen aanwezig op het congres, gehouden in de detinets van Ljoebetsj, en werd een besluit genomen:

Iedereen behoudt zijn vaders land

Prins Vseslav Brjatsjislavitsj van Polotsk kwam niet naar het congres, aangezien hij niets te delen had en niemand om land mee te delen.
- Svjatopolk Izjaslavitsj bleef als oudste achter in Kiev met Toerov en Pinsk en de titel van grootvorst
- Vladimir Monomach kreeg het vorstendom Perejaslavl, Rostov-Soezdal, Smolensk en Beloozero
- Oleg en Davyd Svjatoslavitsj kregen Tsjernigov en Severië, Rjazan, Moerom en Tmoetarakan
- Davyd Igorevitsj kreeg Vladimir-Wolynië met Loetsk
- Vasilko Rostislavitsj (met zijn broer Volodar) kreeg Terebovlja, Tsjerven en Peremysjl

Het congres verkondigde het principe dat prinsen het land van hun vaderen erfden, dat wil zeggen dat de rechten om elk van de verschillende vorstendommen die in die tijd waren ontstaan te erven beperkt werden tot bepaalde takken van de Ruriken. Dit bevestigde het ontstaan van een nieuw politiek systeem in Rusland, gebaseerd op grote erfelijke deelvorstendommen. Volgens de Grote Russische Encyclopedie werden de Svjatoslavitsjen, die volgens de besluiten van het congres het uitgestrekte vorstendom Tsjernigov ontvingen, uitgesloten van de erfopvolging in Kiev.

## Latere gebeurtenissen
Onmiddellijk na het Ljoebetsjer congres, dat een einde maakte aan de burgeroorlog op de linkeroever van de Dnjepr, begon de oorlog om de zuidwestelijke volosts (1097-1100) met de verblinding van Vasilko Rostislavitsj door Davyd Igorevitsj, ongekend in die tijd. Tijdens de oorlog probeerde Davyd bezit te nemen van het vorstendom van Vasilko, en Svjatopolk probeerde de controle over Wolynië, Peremysjl en Terebovl te verkrijgen. De Rostislavitsjen slaagden erin hun bezittingen te verdedigen, en Wolynië ging van Davyd over naar Svjatopolk bij besluit van een nieuw congres in Oevetitsj (1100).